# نيل تابيو
نيل تابيو (بالإنجليزية: Neil Tapio)‏ هو شخصية أعمال أمريكي، ولد في القرن العشرين في ووترتاون في الولايات المتحدة.